# Голубівка (Шосткинський район)
Голубі́вка — село в Україні, у Зноб-Новгородській селищній громаді Шосткинського району Сумської області. Населення становить 211 осіб. До 2020 орган місцевого самоврядування — Голубівська сільська рада.

## Географія
Село знаходиться на лівому березі річки Знобівка, вище за течією на відстані 0,5 км розташоване село Ясна Поляна, нижче за течією на відстані 1,5 км розташоване село Лісове, на протилежному березі — села Заріччя і Новий Світ (село ліквідовано в 1988 році). Річка в цьому місці звивиста, утворює лимани, стариці і заболочені озера.

## Символіка
На гербі зображений старий дуб на якому сидить голубка з обручкою в дзьобі. Старий дуб символізує, що село було засновано в часи коли ці землі підпорядковувалися Стародубському полку. Голубка символізує назву села (герб є промовистим). Блакитний колір символізує річку Знобівку з її великою загатою в районі села. Обручка символізує легенду про кохання між розбійником Кудояром і дочкою багатого місцевого козака Анастасією Кирпотенко.

## Історія
За твердженням А. І. Ханенко, село була заснована близько 1671 новгородським сотнико Чернацьким. А. М. Лазаревський дотримувався іншої точки зору і вважав, що її поселив новгородський сотник Черняєв. І той і інший дослідник будували свої припущення на свідченнях жителів Голубівки та Кам'янки, які вони давали в ході Генерального слідства про маєтності Стародубського полку 1729. Проте їх свідчення були суперечливі. Жителі Голубівки стверджували, що їх село і село Кам'янку осаджував новгородський сотник Черняєв, а мешканці Кам'янки вважали, що це зробив новгородський сотник Чернацький. Також неможливо вказати і точний час заснування Голубівки, оскільки вона могла бути заснована як в 1673 році, коли новгородським сотником був Михайло Чернацький, так і в 1675 році, коли зазначений пост обіймав Василь Черняєв.
5 серпня 1680 стародубський полковник Григорій Карпович Коровка-Вольський пожалував Голубівку з млином новгородському сотнику Костянтину Мартиновичу Корноухову (25.05.1680 — 1681 (1684), 1691), а після його смерті вона по черзі надавалася на ранг іншим новгородським сотникам: Івану Стягайло (1686 −1687, 1691—1692, 1698; 1699), Лук'яну Івановичу Жоравко (1693—1709), Семену Березовському (1710—1712), Данилу Герасимовичу Кутневскому (1712—1715, 1729), Федору Лісовському (1715—1718 (1721), 1722), Семену Яковичу Галецькому (1722—1723 (1725)), Василю Христічевському (1724 (1725) — 1727, 1729 (1735) — 1738) і Степану Івановичу Судієнко (1730, 1732, 1736, 1739—1763).

З усіх перерахованих сотників гірше всіх звертався до місцевих жителів Федір Лісовський. Він відбирав їх майно, бив і примушував до непосильної роботи. У зв'язку з цим вони змушені були скаржитися на нього бунчуковому товаришу О. Полонницькому, який керував в 1719 р. слідством у справі Лісовського: 
|  | он яко волк, похитивши нас бедных под свою державу, не яко иные державцы, отечески, но яко немилосердный тиран с нами поступает, битьем смертным, или грабежом нищит нас, у работу другим людям запродаёт, как и теперь запродал нас за четыреста золотых. А те арендаторы, по данному Лисовским позволению, тяжкими работами нас утесняют; такого малослыханного немилосердия не могучи понести, все почти из села порасходились, дома и грунта свои покидая и так, уже из тридцати дворов с лишком, как Лисовскому мы достались, остается нас только шесть дворов |

У 1763 році на посаду новгородського сотника був призначений Андрій Андрійович Рачинський (1763—1780 (1782)), який служив до цього регентом капели єпископа львівського Лева Мелецького, а з 1753 року — керівником капели графа Кирила Розумовського. Рачинський складав церковну музику і часто грав на скрипці перед великокнязівським подружжям. На одному з концертів його гра настільки сподобалася майбутньому імператору Петру Федоровичу, що той подарував йому скрипку роботи відомого італійського майстра Страдіварі, а ставши імператором, удостоїв його звання камер-музиканта.
При призначенні на посаду сотника Андрій Рачинський отримав у володіння село Голубівку і по ревізії 1764 р. володів в ній 3 дворами, 5 хатами і 36 бездворовими хатами, а в 1765—1768 рр. — 24 дворами.
На момент опису Новгород-Сіверського намісництва 1779—1781 рр. в Голубівці значилося 34 двори і 39 хат, з яких А. А. Рачинському належало 26 дворів і 28 хат, а бунчуковому товаришу Івану Степановичу Судієнко — 8 дворів і 11 хат. Андрій Андрійович мав на Голубівці 18 винокурних котлів, які здавав в оренду козакам — підпомічникам Ямпільської та Новгородської сотні та іншим особам, одержуючи від них орендну плату в розмірі від 6 до 10 руб. на рік з котла. Винокурня забезпечувала роботою значну частину місцевих жителів, а вироблена на ній продукція відправлялася для продажу по річці Десні в містечко Городище або сухопутним шляхом до Полтави, Глухова та Густина.
22 серпня 1783 Катерина ІІ передала Голубівку у вічне і спадкове володіння князю Олександру Андрійовичу Безбородько (14.03.1747 — 6.04.1799), впливовому державному діячеві свого часу, а він в 1787 році подарував її своєму другу — таємному раднику Осипу Степановичу Судієнко, який служив в Головному управлінні поштових справ в Санкт -Петербурзі.
Після отримання Голубівки в дар О. С. Судієнко побудував у селі садибу, яка перебувала на березі річки Знобівкі і включала в себе приміщення для приготування їжі, пекарню, склади, стайню, кузню, млин і одноповерховий панський будинок, прикрашений класичними колонами.
Територія садиби була обнесена двометровою цегляною огорожею з входом, а всередині неї знаходився плодовий сад з невеликим озером, у якому розводили карасів та іншу ставкову рибу.
Після смерті О. С. Судієнко, що настала 4 грудня 1811, Голубівку успадкував його син Судієнко Михайло Йосипович, який в 1860 році володів в ній 234 кріпаками чоловічої статі і цукробуряковим заводом, продуктивної потужності близько 7840 пудів цукру на рік (за даними на 1860—1861 рр.).
8 вересня 1871 М. О. Судієнко помер. Після його смерті володіння в Голубівці перейшли у спадок до його сина Йосипа Михайловича Судієнко (27.07.1830 — 5.12.1892), який через кілька років продав їх лікарю і підприємцю Родіону Георгійовичу Біловському.
Незабаром після оформлення договору купівлі-продажу Р. Г. Біловський закрив Голубівський бурякоцукровий завод, а його обладнання перевіз у Велику Берізку і встановив на Велікоберезковском цукробуряковому заводі.
У Голубівці здавна функціонувала дерев'ян православна Михайлівська церква. Вона була побудована до 8 листопада 1687 року, прослужила більше 60 років і до 1745 повністю занепала. У 1748 році на її місці була зведена нова церква дерев'яної споруди, проте в середині 70-х років XVIII століття вона згоріла від удару блискавки. У 1778 році місцевим поміщиком О. С. Судієнко в Голубівці була побудована нова церква, яка знаходилася на пагорбі, в 300 метрах від поміщицької садиби. Поруч з нею височіла дзвіниця, а за нею розташовувалися будинки священика і дяка.
Згідно з розкладом парафій і причтів Чернігівської єпархії від 17 січня 1876 року, Голубівська церква входила до складу Гаврилово-Голубівського приходу, настоятелем якого в 1879 році був автор загубленого «Літопису сіл Голубівки і Берізки» священник Михайлівської церкви Гаврилової Слободи Іоанн Максимович, а його помічником — священник Михайлівської церкви села Голубівки Олександр Головачевський.
У церкві зберігалося Євангеліє в палітурці з чорного оксамиту, подароване 8 листопада 1687 новгородським сотником Давидом Трохимовичем Пушкаренко (1679) і його дружиною Анастасією з дарчим написом: «Я раб божий Давид Пушкаренко, сотник війська їх царської пресвітлої величності, з женою моєю Анастасією, надаляємо ця Євангелія за відпущення гріхів своїх до храму престолу Архистратига Христова Михаїла у вічне володіння, до слободи Голубівки».
Яке відношення до зазначеної церкви мав Давид Трохимович Пушкаренко, ми не знаємо. Найімовірніше, він володів Голубівкою в той час, коли був новгородським сотником. Однак його чомусь ні місцеві старожили, ні А. М. Лазаревський, ні інші дослідники в числі власників села не називали.
Можливо, відповідь на це питання криється в легенді, яка пов'язана з будівництвом старої Голубівської церкви. За переказами, вона була зведена на пагорбі, у якому був похований місцевий розбійник Михайло Степанович Бочаренко (Кудояр), у відпущення гріхів його за скоєні злодіяння.
До того як стати розбійником, Кудояр проживав у місті Севськ і зустрічався з дочкою багатого місцевого козака Анастасією Кирпотенко. Проте за наполяганням батьків Анастасія змушена була вийти заміж за новгородського сотника Давида Пушкаренко, який після вступу в шлюб пригрозив Кудояру розправою, якщо той не дасть його дружині спокій.
Побоюючись за своє життя, молодий закоханий покинув батьківський дім і подався в район Голубівки, де організував банду розбійників, яка мешкала в печері і протягом декількох років грабувала заможних людей, що проїжджали по дорозі з Новгород — Сіверського в Севськ.
У травні 1679 Кудояр захопив повозку, у якій їхала до батьків його кохана Анастасія. Між молодими людьми спалахнула призабута пристрасть, і вони стали жити разом. Дізнавшись про це, Давид Пушкаренко напав із загоном козаків на розбійників і вбив Кудояра.
Що сталося з награбованими цінностями невідомо. За переказами, записаними археологом М. Сперанським, Кудояр закопав їх у курганах, яких безліч в цих місцях, а «всім заритим речам зробив опис, яку місцеві селяни виорали в полі, і за 50 копійок продали власнику сусіднього хутора, від якого вона перейшла до Голубівського священика». Однак про її подальшу долю нічого невідомо.
За даними на 1859 рік у власницькому селі Новгород-Сіверського повіту Чернігівської губернії мешкало 473 особи (234 чоловічої статі та 239 — жіночої), налічувалось 134 дворових господарств, існувала православна церква й бурякоцукровий завод.
У жовтні 1860 в Голубівці була відкрита церковно-приходська школа, яку в 1860—1861 навчальному році відвідував 31 хлопчик і 22 дівчинки, а в 1887 році — земська школа, у якій в 1901 році навчалося 39 хлопчиків і 4 дівчинки. Земська школа знаходилася в будинку землевласника Р. Г. Беловського і в 1901 році утримувалася за рахунок коштів земства в сумі 285 руб. Відсоток грамотності серед місцевих жителів був невисоким і на початку 1897 становив 16,4 %.
Станом на 1886 у колишньому власницькому селі Протопопівської волості мешкало 665 осіб налічувалось 109 дворових господарств, існували православна церква, школа, лавка, 2 вітряних млини, крупорушка, відбувався щорічний ярмарок.
За даними на 1893 рік у поселенні мешкало 992 особи (442 чоловічої статі та 450 — жіночої), налічувалось 154 дворових господарства.
За переписом 1897 року кількість мешканців зросла до 980 осіб (466 чоловічої статі та 514 — жіночої), з яких 956 — православної віри.
Після приходу до влади більшовиків, в 1918—1919 рр., Голубівська церква була закрита і переобладнана під сільський клуб і читальню, а в роки Німецько-радянської війни зруйнована.
В кінці серпня — на початку вересня 1942 року нацистські окупанти спалили 243 двори села Голубівка, загинуло 3 жителі.
Поблизу села були виявлені залишки городища і могильник часів Київської Русі.
12 червня 2020 року, відповідно до розпорядження Кабінету Міністрів України № 723-р «Про визначення адміністративних центрів та затвердження територій територіальних громад Сумської області», село увійшло до складу Зноб-Новгородської селищної громади.
19 липня 2020 року, в результаті адміністративно-територіальної реформи та ліквідації Середино-Будського району, село увійшло до складу новоутвореного Шосткинського району.

#### Російське вторгнення в Україну (з 2022)
26 серпня 2024 року російські загарбники продовжували обстрілювати прикордонні території Сумської області. Зокрема в селі було зафіксовано  4 вибухи, ймовірно ствольна артилерія 152 мм. 

## Відомі люди

### Відомі уродженці
- Махоньок Тимофій Андрійович — 1-й секретар Бродівського і Сокальського райкомів КПУ Львівської області, 1-й секретар Стрийського міськкому КПУ Львівської області. Герой Соціалістичної Праці.